# Bakropis
Bakropis je jedna od kemijskih grafičkih tehnika, oštrih i sočnih linija. Tehnika nije komplicirana ali zahtijeva preciznost u radu.

## Opis
Postoji ploča koja može izdržati kemijski proces, dakle jetkanje, a takva ploča je cink ili bakropis koja mora biti prekrivena zaštitnim slojem prije samog graviranja. Na ploču zaštićenu asfaltnim lakom i pripremljenu za rad, tankom iglom graviramo crtež, koji potom stavljamo u kiselinu ili jetku na određeno vrijeme, ovisno od toga koliko želimo da nam linije budu tamne odnosno svijetle. Nakon jetkanja skidamo zaštitni sloj, operemo ploču od nečistoće i masnoće i ploča je spremna za otiskivanje.